# Comanche jezik
Comanche jezik (ISO 639-3: com), indijanski jezik kojim govori 200 od ukupno 10 000 etničkih Komanča (2000.) u zapadnoj Oklahomi. Danas ga govore uglavnom starije osobe, dok se mlađi služe engleskim [eng].
Jezik Komanča pripada šošonskoj (sjevernoj juto-astečkoj) skupini, užoj numijskoj skupini (numic) i centralnoj podskupini, koja obuhvaća i shoshoni [shh] i timbisha (panamint, coso) [par] 

## Vanjske poveznice
- Ethnologue (14th)
- Ethnologue (15th)